# 六芒星

六芒星

籠目紋「籠目」

六芒星（ろくぼうせい、りくぼうせい）とは、星型多角形の一種で、六本の線分が交差する図形である。六角形の各辺を延長することでできる。六角星、六線星、星型六角形、ヘキサグラム (hexagram) ともいう。また、六芒星中にある六角形を抜いた形を六光星と呼ぶ。
ユダヤ教がなにか教義の上からこの図形を神聖なものとして見ているというような事実はないが、17世紀以降、伝統的にユダヤ人を表わす記号として定着している。このため、ユダヤ人の国であるイスラエルの国旗にはダビデの星と呼ばれる青色の六芒星が描かれている。
日本でも、同様の「籠目」という文様がある。竹編みの籠の編み目を図案化したもので、魔除けとしてこの図形を用いることがあった。以前は伊勢神宮周辺にある石灯籠に籠目が刻まれていたが現在はすべて撤去され一基も現存していない(そもそも伊勢神宮の管理所有物ではない)。家紋としては籠目紋といい、「籠目」、「丸に籠目」などが使用されている。江戸時代には、小宮氏、曲淵氏などが用いた。

## 等辺六芒星
等辺六芒星とは、全ての辺が等しい六芒星のことである。この図形は2枚の正三角形に分解できる。また、正 n/m 角形というような描き方をすると6/2、約分されて3になるため、この表記法には適さない。この星型多角形は、上記の2点から星型正多角形ではないことになる。

## 六芒星の一筆書き

六芒星の一筆書きの例

クロウリーの六芒星

等辺六芒星が正三角形を2回に分けて描かれる性質上、六芒星の一筆書きは一見不可能のように見える。だが、実際には一方の正三角形の描画途中に、交点で他方の正三角形の描画に移り、他方の正三角形の描画が終わった時点で先の正三角形の残りの部分を描画すれば、図形上の何れの位置からスタートしても一筆書きが可能である。スタートを交点とすれば、より簡単に一筆書きが出来る。
交点で折り返さずに一筆書きができる六芒星も考案されている。一筆書きの六芒星の図のように正六角形の頂点を何個かおきに飛ばして結んで、丁度アルファベットの「N」（もしくは「Z」）を続けて書く六芒星である。この六芒星はセレマでしばしば用いられるシンボルの一つであり、発案者のアレイスター・クロウリーの名を冠して「クロウリーの六芒星」などと呼ばれる。だが、目視でも確認できるように内角が等分不可能なため、やはり星型正多角形ではないということになる。

## デザインにおける六芒星

### 国旗の例

イスラエルの国旗
スロベニアの国旗
赤道ギニアの国旗
ブルンジの国旗
? モロッコの国旗 (-1924)
? リーフ共和国の旗 (1921-1926)

### 国旗以外の例

ボスニア・ヘルツェゴビナ連邦の国旗
ダビデの赤盾
ダビデの赤盾と赤水晶
福岡県立修猷館高等学校の館旗

## 符号位置
| 記号 | Unicode | JIS X 0213 | 文字参照            | 名称                             |
| ---- | ------- | ---------- | ------------------- | -------------------------------- |
| ✡    | U+2721  | -          | &#x2721; &#10017;   | STAR OF DAVID                    |
| 🔯   | U+1F52F | -          | &#x1F52F; &#128303; | SIX POINTED STAR WITH MIDDLE DOT |
| 🕍   | U+1F54D | -          | &#x1F54D; &#128333; | SYNAGOGUE                        |